# تاریخ ابن‌فرات
تاریخ ابن‌فرات، نوشته ابن‌فرات فقیه، مورخ و خطیب مدرسه معزیه قاهره بود. شیفتگی و علاقه وی، سبب گردآوری یک مجموعه یادداشت در حدود یکصد جلد شد که در نهایت از این یادداشت‌ها در نگارش و تدوین کتاب تاریخ دول و المملوک معروف به تاریخ ابن‌فرات بهره برد. ابن‌فرات حوادث سده ششم تا عصر خود را در این کتاب گرد آورد. آنچه امروزه از این کتاب در دسترس است حوادث بین سال‌های ۵۰۱ تا ۷۷۹ ق می‌شود.
ابن‌فرات نیز این کتاب را به شیوه سال‌شمار نگاشت و در پایان هر سال وفیات رجال را نیز بدان افزود. با آنکه سبک نثر و نگارش کتاب چندان مطلوب نیست و گاه تیز بیش از حد تکراری است، اما با همه این اوصاف کتاب ارزشمندی است، زیرا نویسنده ناظر بسیاری از حوادث بوده و خود در برخی شرکت داشته و حوادث را با صداقت و صراحت بیان کرده‌است. ابن‌فرات در نقل برخی روایات، به نام مورخان پیش از خود همچون ابن‌نظیف، ابن‌واصل، ابن‌اثیر، ابن‌خلکان و سبط ابن‌جوزی اشاره دارد، اما در مواردی نیز تنها به ذکر این جمله «قال علماء التاریخ ــ رحمهم الله تعالی ــ و اصبح معلوماً» اکتفا کرده‌است.
در این اثر، حوادث سال‌های میان سال‌های ۶۰۰ تا ۶۱۵ ق بررسی شده‌است، سال‌هایی که مصادف با درگیری‌های داخلی دولت ایوبی و اتخاذ موضعی ضعیف و تدافعی در مقابل صلیبیون بود و بیشتر در سیاست ویران‌سازی قلاع برای ممانعت از حملات صلیبیون خلاصه می‌شد، در عین حال دربارهٔ اسماعیلیان نزاری، فعالیت‌ها و قلاع آنان پس از رشیدالدین سنان و نیز قلاع شوالیه‌های معبد مفید است.